# Бойович, Деян
Деян Бойович (серб. Дејан Бојовић, родился 3 апреля 1983 в Смедеревске-Паланке) — сербский волейболист, доигровщик японского клуба «Торей Эрроуз» и сборной Сербии. Бронзовый призёр чемпионата Европы 2005, дважды серебряный призёр Мировой лиги 2008.

## Карьера
- Црвена Звезда (2001—2005)
- Войводина (2005—2006)
- Олимпиакос (2006—2007)
- Аква Габека (Монтикьяри) (2007—2008)
- Торей Эрроуз (2008—н. в.)

## Достижения
- Чемпион Сербии и Черногории 2002/2003
- Бронзовый призёр чемпионата Европы 2005
- Серебряный призёр Мировой лиги 2005
- Победитель Кубка Сербии и Черногории 2005/2006
- Серебряный призёр Мировой лиги 2008